# Spiekeroog
Spiekeroog egy német község és sziget az Északi-tenger déli partjainak közelében. A 18,25 km²-es szárazulat a Watt-tenger árapálysíkságán fekszik Langeoog és Wangerooge között. Területe teljes egészében védett, a lakosság megélhetését az idegenforgalom biztosítja.

## Földrajza
Spiekeroog a Watt-tenger árapálysíkságán fekvő Keleti Fríz-szigetek egyike, Langeoog és Wangerooge között található. Alsó-Szászország tengerpartja mindössze 5,7 kilométernyire fekszik. A sziget az 5000 éve kialakult turzásív egyik maradványa. Az hosszú turzást időszámításunk kezdetére a vihardagályok darabokra szaggatták, létrehozván ezzel a Keleti Fríz-szigeteket. A sziget az erős nyugati szelek és a tengeráramlások miatt folyamatosan délkeleti irányba vándorol. Az egykoron a sziget közepén fekvő terület emiatt ma már a nyugati parton található. A tenger folyamatos földrablását először a 20. században kísérelték meg megakadályozni, a nyugati partot kőszórásokkal kezdték védeni a hullámverés pusztító hatása ellen.
300 éve a sziget még jelentősen kisebb volt. A közeli, azóta már eltűnt Lütjeoog és Oldeoog szigetek megszűnésével és a Harlebucht feltöltésével módosultak úgy a tengeráramlások, hogy Spiekeroog növekedni kezdett. Spiekeroog falu a sziget déli felén fekszik. Tőle északra a nyílt tenger felé egyre fiatalodó dűnék sorakoznak, amelyek végül a sziget egész északi és nyugati karéját elfoglaló strandba olvadnak bele.

### Élővilága, természeti értékei
Spiekeroogon – a Keleti Fríz-szigetek között szokatlan módon – jelentős területet borítanak ligetek, kisebb erdők. A sivár homok vizenyős mélyedéseiben égerfák, a dűnék oldalán pedig Fekete fenyők, rezgő nyárak és madárberkenyék miatt nevezik Spiekeroogot Frízföld zöld szigetének. Az erdők talajában megtalálható a ritka barna gyűrűstinóru is. A sziget központjában elterülő erdős, „zöld dűnéket” északról a helyiek által „barna dűnéknek” nevezett fiatalabb, még be nem erdősödött képződmények övezik. A barna dűnék uralkodó növénye a fekete varjúbogyó. Kelet-Spiekeroog a sziget legfiatalabb része, 1960-ban még csak zátonyként létezett. Partjain folyamatos a homok lerakódása és az újabb parti dűnék keletkezése. Olyan ritka és veszélyeztetett növények találnak menedékre az új dűnéken, mint a tengerparti iringó és a homoktövis. Az erdők és a dűnék gazdag madárvilágnak adnak otthont. A szigeten költ a vörös vércse, az erdei pinty, az erdei fülesbagoly, a kékes és a barna rétihéja. A sziget partjain nagy számban pihennek borjúfókák.

## Története
Nevének eredete nem tisztázott. Először Spiekeroch néven említették 1398-ban. Ebben az időben a sziget a tengeri kalózok egyik bázisa volt. 1625-ben 13 család élt a szigeten, akik favágással, halászattal és kagylók héjából történő mészégetéssel foglalkoztak. A 17. század folyamán megnövekedett a bálnavadászat és a part menti hajózás szerepe a sziget életében. 1792-ben indult el a heti rendszeres hajójárat a sziget és a szárazföld között. A napóleoni háborúk alatt a britek tengeri blokádja a sziget lakóinak elszegényedéséhez vezetett. A háború alatt francia csapatok állomásoztak Spiekeroogon, még egy kisebb csata is lezajlott a helgolandi bázisukról támadó britek és a megszálló franciák között. A 19. század elején kezdett fellendülni az idegenforgalom az Északi-tenger partvidékén. Spiekeroogra 1820-ban érkeztek az első vendégek. 1842-től kezdve a komp már naponta közlekedett. 1885-ben a nyaralók számára lóvasutat építettek a déli part és az nyugati strand között.

## Idegenforgalom
Spiekeroog korábban az NSZK elnökeinek kedvelt pihenőhelye volt. Nyaralt itt Gustav Heinemann és Richard von Weizsäcker, míg Johannes Rau az esküvőjét is itt tartotta. A sziget 19. században már felkapott úticél volt. A szigeten évente 55 000 turista fordul meg, a 800 fős lakosság szinte teljes egészében az idegenforgalomból él. Spiekeroogon apró panziók és kiadó szobák várják a vendégeket, nagy szállodák nincsenek.

## Érdekességek
- A sziget 1696-ban épített temploma a legidősebb a Keleti Fríz-szigeteken.[5]

A templomban látható apostolképek valószínűleg a spanyol armada 1588-ban a sziget mellett szerencsétlenül járt zászlóshajójáról származnak.
- A hazátlanok temetőjében (Friedhof der Heimatlosen) a Johanne nevű hajó katasztrófájának 84 áldozata nyugszik.[7]
- Tavasztól őszig a szigeten lóvasút közlekedik.
- Spiekeroog autómentes övezet, gépjárművek bevitele és üzemeltetése tilos.

## Fordítás
- Ez a szócikk részben vagy egészben a Spiekeroog című német Wikipédia-szócikk ezen változatának fordításán alapul.  Az eredeti cikk szerkesztőit annak laptörténete sorolja fel. Ez a jelzés csupán a megfogalmazás eredetét és a szerzői jogokat jelzi, nem szolgál a cikkben szereplő információk forrásmegjelöléseként.